# Sveriges ambassad i Skopje
Sveriges ambassad i Skopje är Sveriges diplomatiska beskickning i Nordmakedonien som är belägen i landets huvudstad Skopje. Beskickningen består av en ambassad, ett antal svenskar utsända av Utrikesdepartementet (UD) och lokalanställda. Ambassadör sedan 2022 är Ami Larsson-Jain.

## Historia
Ambassaden invigdes den 25 augusti 2005, efter att Sverige varit representerat i Nordmakedonien sedan 1993.

## Beskickningschefer
| Namn                       | Period    | Funktion   | Ackreditering                               |
| -------------------------- | --------- | ---------- | ------------------------------------------- |
| Mats Staffansson           | 1996–2000 | Ambassadör | Sidoackrediterad från ambassaden i Belgrad. |
| Michael Sahlin             | 2000–2002 | Ambassadör | Sidoackrediterad från ambassaden i Belgrad. |
| Lars-Göran Engfeldt        | 2002–2005 | Ambassadör | Sidoackrediterad från ambassaden i Belgrad. |
| Ulrika Cronenberg-Mossberg | 2005–2008 | Ambassadör | Sidoackrediterad till Pristina.             |
| Lars Fredén                | 2008–2010 | Ambassadör | Sidoackrediterad till Pristina och Tirana.  |
| Lars Wahlund               | 2010–2013 | Ambassadör | Sidoackrediterad till Pristina och Tirana.  |
| Mats Staffansson           | 2014–2019 | Ambassadör | Sidoackrediterad till Pristina.             |
| Kristin Forsgren Bengtsson | 2019–2022 | Ambassadör | Sidoackrediterad till Pristina.             |
| Ami Larsson-Jain           | 2022–     | Ambassadör | Sidoackrediterad till Pristina.             |